# Biokemija
Biokemíja je interdisciplinarna veda na presečišču biologije in kemije, ki preučuje kemijske snovi in procese, ki se odvijajo v organizmih: rastlinah, živalih in mikroorganizmih.
Biokemija se ukvarja s strukturo in funkcijo celičnih sestavin, kot so beljakovine, ogljikovi hidrati, lipidi, nukleinske kisline in druge biomolekule. V zadnjem času se biokemija ukvarja bolj specifično s kemijskimi reakcijami, ki jih katalizirajo encimi, ter z lastnostmi beljakovin.
Biokemija celične presnove je bila izčrpno opisana. Druge veje biokemije vključujejo genetski kod (DNK, RNK), sintezo beljakovin, transport prek celične membrane ter prenos signalov.

## Razvoj biokemije
Kot zametke biokemije lahko štejemo odkritje prvega encima, diastaze (Anselme Payen, 1833). Leta 1828 je Friedrich Wöhler objavil članek o sintezi sečnine, s katerim je dokazal, da je mogoče tudi organske spojine ustvariti umetno, izven organizma. K hitremu razvoju biokemije so, posebej v 20. stoletju, pripomogle tehnike, kot so kromatografija, rentgensko sipanje, jedrska magnetna resonanca, označevanje z radioizotopi, elektronska mikroskopija in simulacije molekulske dinamike. Te tehnike so omogočile odkritje in podrobno analizo številnih molekul in presnovnih poti v celici, kot so glikoliza in Krebsov cikel.
Dandanes se izsledki biokemije uporabljajo na številnih področjih od genetike do molekularne biologije in od poljedelstva do medicine. Ena prvih praktičnih rab biokemijskih procesov je bila verjetno uporaba kvasovk pri vzhajanju kruha, kar so poznali že pred 5000 leti.

## Sistematska povezava med biokemijo, genetiko in molekularno biologijo
Raziskave v biokemiji uporabljajo specifične tehnike, ki so značilne le za biokemijo, vendar se kljub temu povezuje tudi s tehnikami in idejami iz genetike, molekularne biologije in biofizike. Nikoli ni bilo čisto jasne meje med temi področji, vsebino in tehnikami, vendar so člani vsakega področja zelo natančno določili in sistematizirali te pojme. 
Biokemija proučuje področje kemijskih substanc v življenjskih procesih, ki se pojavljajo v živih organizmih.
Genetika je področje, ki proučuje različne genetske razlike med organizmi. Po navadi se ukvarja tudi z genskimi napakami, mutacijami ...
Molekularna biologija je področje preučevanja biomolekul - kako se le-te sintetizirajo, prepisujejo in prevajajo v genski material. Glavni cilj molekularne biologije je preučitev prepisovanja genskega materiala v RNK ter prevajanje le-te v beljakovine.

## Področja biomolekul
Biokemija se načeloma ukvarja s kemijo snovi, ki jih lahko razvrstimo v nekaj velikih kategorij:
- ogljikovi hidrati
- lipidi
- beljakovine in aminokisline
- DNA, RNA in nukleinske kisline

### Ogljikovi hidrati
Dve najpomembnejši funkciji ogljikovih hidratov so skladiščenje energije in ustvarjanje struktur. Ogljikove hidrate poznamo po sladkorju, a ogljikovi hidrati vsebujejo tudi drugačne molekule, ki vsebujejo dedni material, prenašajo podatke. Monosaharid, fruktoza, dekstroza so običajni izrazi za ogljikove hidrate. Monosaharid ali glukoza je večinoma ali vsaj delno v ciklični obliki z različnimi števili ogljikovih atomov.  Z procesom dehidracije se lahko poveže monosaharide z kemično glikozno vezjo v disaharide ali polisaharide. Ti tako oblikujejo verigo polimerov, ki vsebujejo velike količine energije. Navaden sladkor ali sukroza je povezava glukozne molekule in fruktozne mulekule v izmenjavi ali samo kot disaharid. Značilne dolge verige ogljikovih hidratov so glikogen in celuloza. Celuloza ni pomemben del prebavljanja v človeku, a je sestavni del strukture sten rastlinskih celic. Glikogen ljudje prebavljajo in je tako skladiščenje energije v živalih, ki ga lahko ljudje použijejo.

### Lipidi
Lipidi sestavljajo zelo različen zbir molekul, ki jih lahko opišemo predvsem kot v vodi netopne, nepolarne kemične spojine organskega izvora. Tu so voski, maščobne celice, maščobne kisline, fosfolipidi, glikolipidi, retinoidi, steroidi). Delijo se na linearne in ciklične, aromatske in nearomatske, fleksibilne in rigidne.
Lipidi so sestavni del naše prebave, saj je večina mlečnih in oljnih izdelkov sestavljena iz lipidov. So pomemben del kozmetike in farmacije, saj pomagajo skladiščiti ali topiti različne učinkovine v stabilno zmes, ki se razdeli šele v procesu prebave.

### Proteini
Beljakovine so zelo velike molekule, makro biopolimeri, ki jih sestavljajo aminokisline (monomeri). Aminokisline se med seboj povežejo z peptidno vezjo. To ustvarjanje vezi z dehidracijo poveže lahko ogromno molekul v eno samo veliko, ki sestavlja tudi 200 monomerov ali več. Da razlikujemo med proteini in polipeptidi (tudi peptidi) se za polipeptide uporablja izraz verige, ki je manjša od 30 členov. Proteini jih lahko vsebujejo preko 500.
Aminokisline so lahko nevrotranzmiterji, proteini pa zaradi večjih struktur lahko opravljajo tudi zelo komplekse operacije. Aktin in miozin oskrbujeta krčenje skeletnih mišic. Protein je lahko posebno telo namenjeno imunskemu sistemu. Mogoče najbolj pomembna skupina proteinov v telesu so encimi. Encimi so katalizatorji kemičnih reakcij, pospešujejo kemične reakcije med določenimi spojinami in pri tem varčujejo pri potrebni aktivacijski energiji, ki bila potrebna za razbijanje prej obstoječim kemijskih vezi. Substratne molekule se spremenijo, ker pridejo v stik s encimom, reakcija pa se pospeši glede na naravni potek  tudi 1011 krat hitreje; glede na obstoječe pogoje bi sekunda interakcije z encimom kot katalizatorjem odtehtala 3000 let sobivanja spojin v zmesi. Ker se encim ne spreminja, ostane proces neokrnjen. Delovanje encima se lahko še dodatno pospeši ali ustavi z spreminjanjem pogojev, kar lahko spreminja tudi samo celico v kateri je encim.
Ker gre za ogromno strukturo, se protein opisuje na več načinov. Praviloma se uporabi štiri ravni definiranja. Kot verigo se opiše protein z opisom vsake aminokisline v verigi. To je primarna struktura. Sekundarna struktura preučuje strukturo (morfologija molekul) in tako opisuje prostorski opis ravnin, struktur kot je vijačnica. Terciarna struktura opiše protein v 3d prostoru. Veriga v takem opisu prikaže kakšne lastnosti ima protein, ko lebdi. Sprememba ene izpostavljene verig aminokisline v proteinu spremeni lastnosti samega proteina. Na četrtem nivoju se opisuje protein po pod-enotah, ki imajo neko značilno lastnost glede na peptidno vez. Četrta raven ni nujno resnična za vse proteine.
Ko se proteine prebavi, se mnoge vezi razbijejo in nastanejo novi proteini in različne aminokisline. Ljudje in večina sesalcev nekatere aminokisline ne morejo izdelati v svojem telesu. 
Sesalci lahko izdelajo 
- alanin,
- asparagin,
- aspartat,
- cistein,
- glutamat,
- glutamin,
- glicin,
- prolin,
- serin in
- tirozin.

A polovice aminokislin lahko sesalci samo zaužijejo, telo pa jih ne more samostojno sestaviti ali preoblikovati. To so
- izolevcin,
- levcin,
- lizin,
- metionin,
- fenilalanin,
- treonin,
- triptofan
- valin.

Tako jih imenujemo za esencialne aminokisline. Pogojno velja tu tudi za arginin in histidin. Transaminaza encimi lahko poškodovano (odvzeta ji je amino skupina) aminokislino obnovijo z tranzaminacijo. Ko se protein razdrobi v aminokisline, kot stranski produkt ostaja amino NH4+ delec, ki je sicer strupen. Praviloma se telesne tekočine očistijo te snovi in se izloči kot urin.

### Nukleinska kislina
Nukleinska kislina je splošno ime za družino polimerov, ki se najpogosteje nahaja v celičnem jedru. Gre za zapleteno strukturo polimerov, ki so veliki po zgradbi in vsebujejo veliko informacij, kot jih razume celica za gradnjo in strukturo in svojo presnovo. Monomer se imenuje nukleotid in je sestavljen iz nitrogene heterociklične baze (2x purin ali 3x pirimid), sladkorja riboze in skupine fosfata.
Najbolj običajne so 
Deoksiribonukleinska kislina (DNK)  
Ribonukleinska kislina (RNK). 
Fosfatna skupina povezuje s sladkorjem vez.  
Nitrogene ciklične baze vsebujejo neke specifične pogoje. Baze z imeni adenin, citozin, gvanin, timin in uracil. 
Nukleinska kislina poleg genetskega materiala oblikuje tudi del ATP molekule, molekule za posredovanje energije v vseh živih organizmih.